# 네트워크 스위치

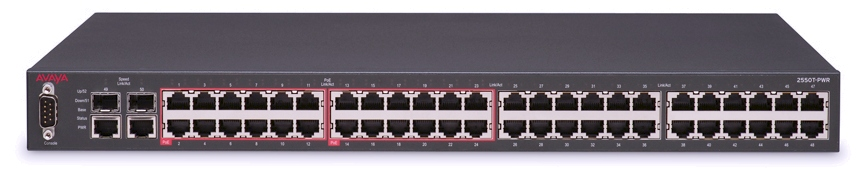
50포트 이더넷 스위치의 하나인 어바이어 ERS 2550T-PWR

네트워크 스위치(network switch)는 처리 가능한 패킷의 숫자가 큰 것으로, 네트워크 단위 들을 연결하는 통신 장비로서 소규모 통신을 위한 허브보다 전송 속도가 개선된 것이다. 간단히 스위치라고 부르는 경우가 많으며, 브리징 허브, MAC 브리지(bridging hub, MAC bridge), 스위칭 허브(switching hub), 포트 스위칭 허브(port switching hub)라고도 한다.

## 성능
스위치의 사용 목적은 허브와 유사하지만, 스위치는 훨씬 향상된 네트워크 속도를 제공한다. 이는 각 컴퓨터에서 주고 받는 데이터가 허브처럼 다른 모든 컴퓨터에 전송되는 것이 아니라, 데이터를 필요로 하는 컴퓨터에만 전송되기 때문에 가능하다. 따라서 허브처럼 병목 현상이 쉽게 생기지 않는다. 또한 대부분의 스위치는 전이중 통신방식(full duplex)을 지원하기 때문에 송신과 수신이 동시에 일어나는 경우 훨씬 향상된 속도를 제공한다.
스위치는 이 기능을 수행하기 위해 각 컴퓨터의 고유한 MAC 주소를 기억하고 있어야 하며, 이 주소를 통해 어떤 데이터가 어디로 전송되어야 하는지 판단해야 한다.
하지만 스위치를 이용하는 경우도 대량의 브로드캐스팅이나 스위치의 처리용량을 초과하는 데이터 흐름에 대해서는 취약할 수밖에 없으므로 커다란 네트워크의 경우는 VLAN 스위치나 라우터 등을 사용한다

## 같이 보기
- 네트워크 어댑터
- 네트워크 브리지
- 라우터